# To the Earth
To the Earth is een videospel voor het platform Nintendo Entertainment System. Het spel werd uitgebracht in 1989. 